# Kawasaki Vulcan LTD
La  Kawasaki Vulcan LTD es una línea de modelos de motocicletas tipo crucero comercializadas entre 1985 y 1990 y que son precursoras de la línea de motocicletas Kawasaki Vulcan.
La primera fue la Vulcan 454 LTD, una motocicleta que se fabricó desde 1985 a 1990, también se conocía como la EN450. Es la precursora de la Vulcan 500 LTD. El motor era una copia del motor de la Kawasaki Ninja 900, pero de sólo 2 cilindros en lugar de los 4 de la 900. La Kawasaki 900 tenía un desplazamiento de 908 cc.;
como quitar 2 de 4 cilindros redujo la capacidad del motor a la mitad, su desplazamiento era de 454 cc de ahí su nombre. Tenía enfriamiento por líquido, doble árbol de levas en la cabeza y 4 válvulas por cilindro. Esto le daba una gran potencia para un motor de su tamaño, teniendo una velocidad de giro máxima en el rango de las 10.000 RPM, en donde entregaba 50 caballos vapor. La 454 se considera una buena motocicleta para principiantes por su bajo asiento y peso, así como un eficiente uso de contrapeso en el cigüeñal para reducir la vibración del motor. También es conocida por su gran aceleración, demostrándolo contra un auto Chevrolet Corvette de motor de block grande y ganándole en aceleración de 0 a 100 km/h y en el cuarto de milla (aprox. 400m) por más de 1 segundo.
A pesar de que la 440 fue su predecesora en las ventas de motocicletas de tamaño medio diseñadas por Kawasaki, las dos no tenían casi nada de diseño en común, ya que el motor de la Kawasaki 440 tenía un solo árbol de levas y 2 válvulas por cilindro, estaba enfriado por aire y producía tan solo 27 caballos contra los 50 del motor de la 454. Ambas motocicletas eran altamente confiables y requerían bajo mantenimiento, pero por diferentes razones: mientras que el mantenimiento de la 440 era muy sencillo, la 454 casi no requería servicio porque su transmisión a la rueda trasera era por correa dentada.
La Kawasaki 454 fue descontinuada a favor de la Kawasaki Vulcan 500 LTD en 1990, sin incremento en la potencia a pesar del mayor desplazamiento. La razón del cambio hacia la casi idéntica Vulcan 500 fue que se dejó de producir la Ninja 900 de 908 cc en 1990, y fue reemplazada por la  Ninja 500, de modo que ya no había inventario de motores de 908 cc a convertir en motores de 454cc. La Vulcan 500 tenía un diseño muy similar a la 454, basada también en su contraparte Ninja, pero tomando el motor de la Ninja 500 sin modificación, más que una afinación diferente para darle un funcionamiento más de moto chopper (mayor par de torsión a bajas RPM sacrificando potencia final), junto con otras diferencias como la transmisión por cadena (en modelos posteriores), no tener tacómetro y rayos del tipo de bicicleta. Muchos de esos cambios fueron dándose de forma gradual, en lo que la Vulcan 500 LTD cambiaba de una forma muy parecida a la 454 (modelo A) a la forma final de Vulcan 500 llamada modelo C.